# 達利奧·施維坦歷治
達利奧·施維坦歷治（Darío Cvitanich，1984年5月16日—）出生於布宜諾斯艾利斯巴拉德羅（Baradero），阿根廷籍克羅地亞裔足球運動員，司職前鋒，最后效力阿甲球會。

## 生平

### 球會
班菲特
達利奧於班菲特（Banfield）青年軍展開其職業足球生涯，2003年10月20日球隊以3:1擊敗奧林波（Olimpo）一戰中首次出賽，當時他只有18歲。2007年4月27日對紐維爾舊生一仗大演帽子戲法，助球隊大勝4:0。他代表班菲特參加2007年南美自由盃，有取得入球。在離開球會的最後一季，亦即2007/08年球季，他為球隊射入13球。
阿積士
施維坦歷治雖然已簽約阿積士，但他實際是在2008年球季完結後才離開班菲特正式轉會，他被視為亨迪拿的接班人，於2008年12月12日對NAC布雷達一場取得首個入球。緊接於對NAC的比賽之后，他在對迪加史卓普和ADO海牙時接連梅開二度和上演帽子戲法。他在對NAC布雷達時上演了他09/10賽季的第一個帽子戲法。

### 國際賽
施維坦歷治出生於阿根廷，有遠祖是克羅地亞人。成為球員不久已在班菲特表現出他的高質素。在經過多番考慮後選擇加入克羅地亞國家隊，並指出「機會難逢，必須珍惜。」施維坦歷治於2008年8月取得克羅地亞護照，但2009年1月14日，他被禁止加入克羅地亞國家隊，原因是國際足協不承認跟隨曾祖父所獲得的國籍。

## 外部連結
- 生涯統計於愛爾蘭時報
- （西班牙文） 阿根廷聯賽統計於Futbol XXI
- （西班牙文） Medio Tiempo文章
- （希伯来文） 以色列文章 （页面存档备份，存于）